# 种明钊
种明钊（1932年7月—2020年2月14日），男，山东滕县人，中国经济法学家、西南政法大学原校长。

## 生平
1932年生于山东滕县。1951年考入云南大学政治学系。1953年随全国院系调整而转入新组建的西南政法学院。1954年毕业后留校工作。1957年从四川大学政治经济学研究生毕业后又回到西南政法学院工作。文化大革命期间曾一度停课劳动。1977年学校复办后，历任讲师、副教授、教授、博士生导师。1983年11月至1991年5月，任西南政法学院副院长。1991年5月至1995年4月，任西南政法学院院长。1995年4月至1997年9月，任西南政法大学校长（1995年改称西南政法大学）。是中国法学会常务理事、中国行为法学会副会长，第八届全国人大代表（1993年－1998年）、四川省社会科学联合会副主席、中国民法经济法研究会副会长、中美法学教育交流委员会中方委员、重庆市人民政府法律顾问、贵州省人民政府咨询顾问、国家社会科学基金规划组法学评审组成员、中国国际经济贸易仲裁委员会委员。2012年9月，获中国法学会授予的“全国杰出资深法学家”称号。2017年获评《今日中国：中国法治建设特刊》全国杰出资深法学家。
2020年2月14日在重庆逝世，终年87岁。

## 贡献
主要从事经济法、政治经济学的教学和科研工作。1980年在《试论用法律办法管理经济》一文中，提出“管理经济一定要采取法律办法”的观点。1983年发表《马克思主义法学的理论基础与法经济学的建立》论文，提出把法学和经济法结合，建立一门介于两者之间的边缘学科——法经济学的观点。其他代表性论文还有《略论马克思资本论中的法律思想》《繁荣法学要重视对经济学的研究》等。出版有《法经济学、竞争法与法学教育：种明钊教授80华诞学术研讨会文集》《回眸：种明钊文选》等文集，主编有《竞争法》《竞争法学》等高校教材。